# Euphyllodromia peruana
Euphyllodromia peruana är en kackerlacksart som först beskrevs av Henri Saussure 1864.  Euphyllodromia peruana ingår i släktet Euphyllodromia och familjen småkackerlackor. Inga underarter finns listade i Catalogue of Life.